# Bégounets

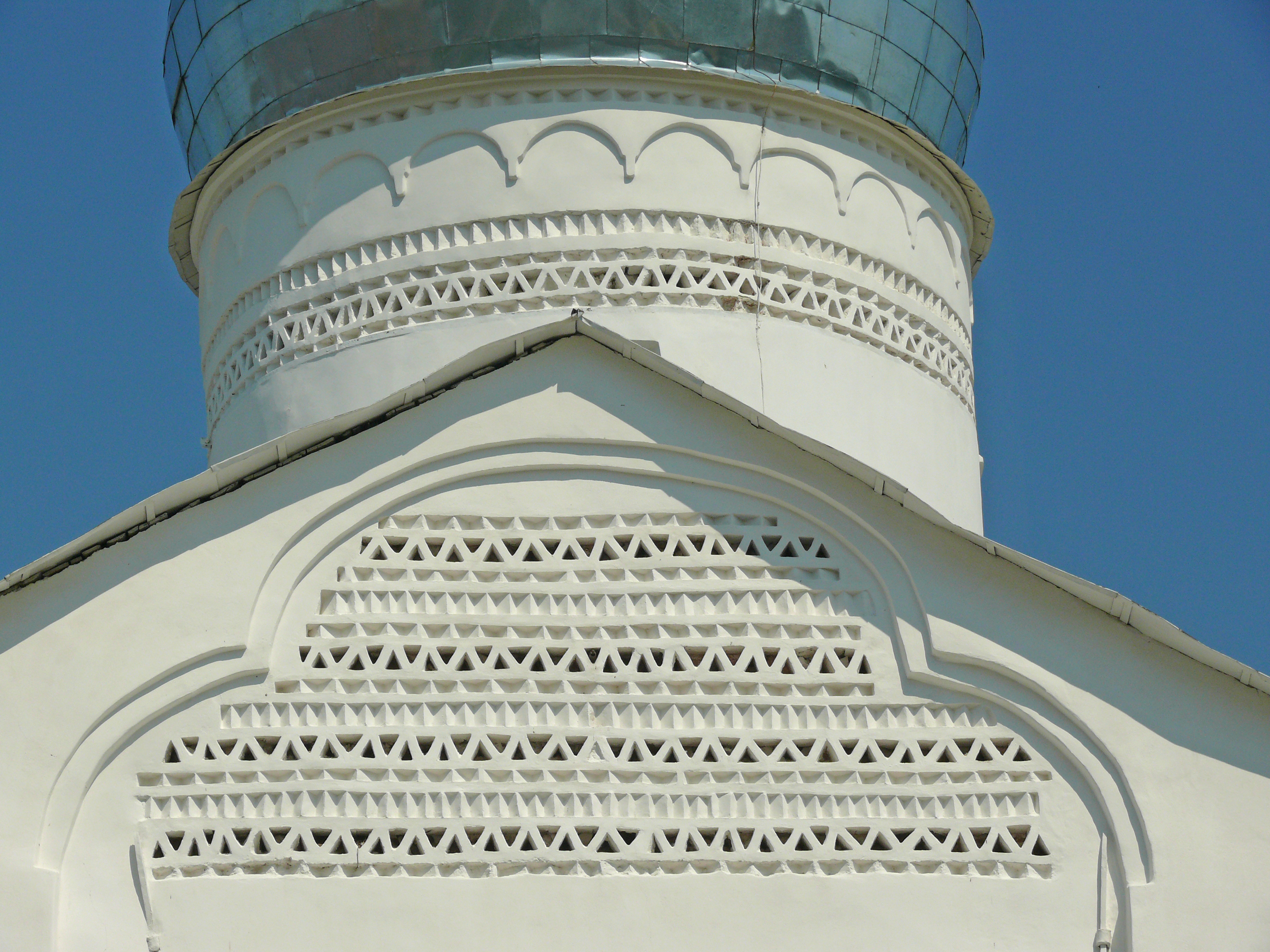
Rangée de bégounets, église Saint-Démétrios-de-Salonique, Veliki Novgorod.

Le bégounets (en langue russe : Бегунец) est un appareillage décoratif en maçonnerie fait de briques posées en ligne sur plusieurs rangées au sommet d'un mur se terminant en triangle ou en lobe. Il peut aussi ceinturer des tambours pour les décorer. Les rangées de briques sont posées de telle façon qu'elles forment un zigzag, une suite de triangles. Les rangées pleines et évidées alternent entre les briques posées de biais, sur un de leurs angles. Ces décorations de maçonnerie étaient très populaires à Veliki Novgorod et à Pskov en Russie. Elles utilisent en alternance porébriks-bégounets-porébriks. Les porébriks forment quant à eux des rangées de dents alternativement saillantes et rentrantes. 